# Утіртобе
Утіртобе́ (каз. Үтіртөбе) — село у складі Жетисайського району Туркестанської області Казахстану. Входить до складу сільського округу Жолдасбая Єралієва.
У радянські часи село називалось Совхоз Прогрес або Прогрес.
Населення — 1730 осіб (2021; 1657 у 2009, 1556 у 1999, 1489 у 1989).